# Kirk Cameron

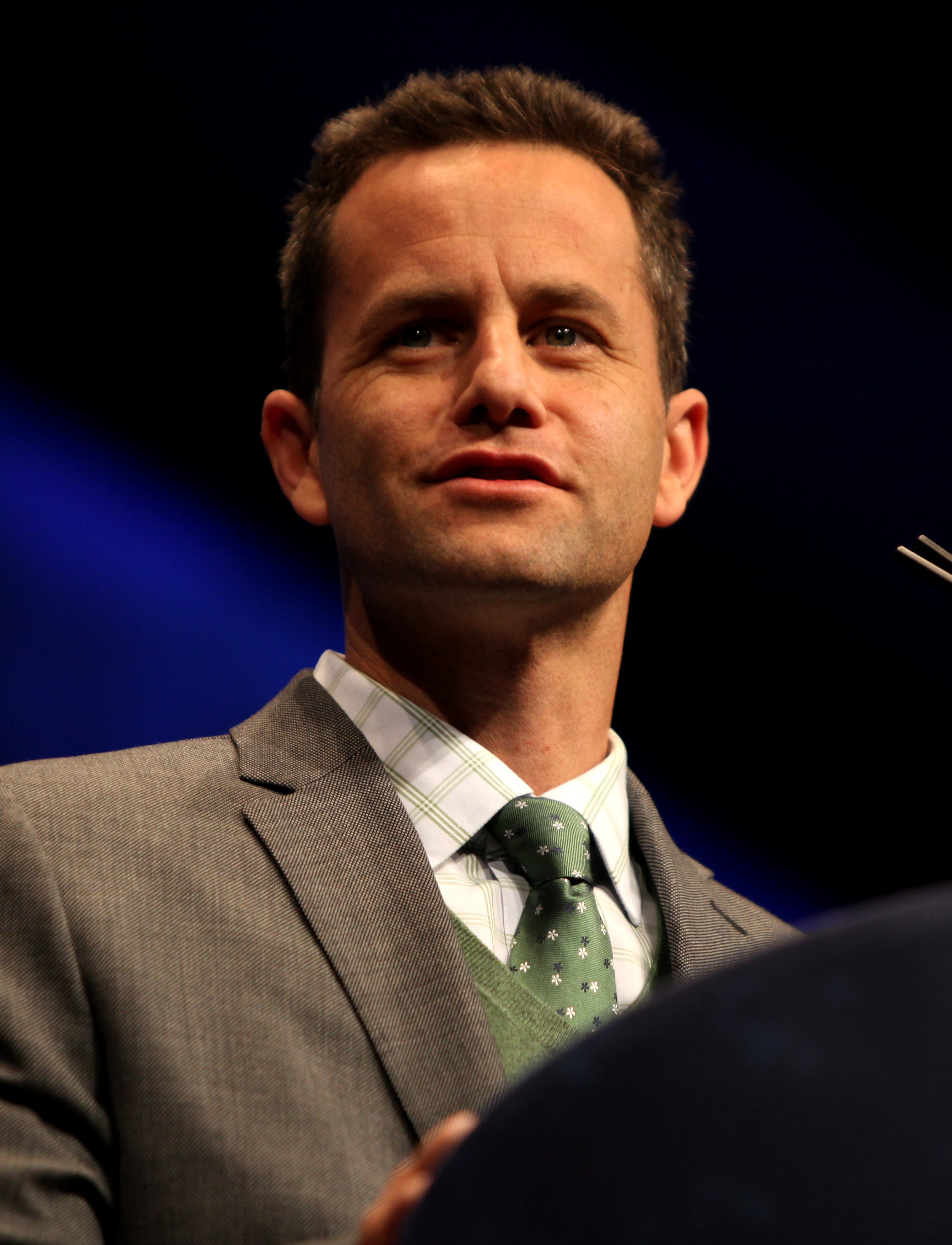
Kirk Cameron (2012)

Kirk Thomas Cameron (* 12. Oktober 1970 in Panorama City, Los Angeles, Kalifornien) ist ein US-amerikanischer Schauspieler.

## Leben
Seine Eltern benannten ihn nach James Kirk aus der Star-Trek-Serie Raumschiff Enterprise. Seine Familie ist Schweizer Abstammung. Kirk ist der Bruder der Schauspielerin Candace Cameron, bekannt aus der Serie Full House. 
Kirk Cameron wurde durch die Serie Unser lautes Heim bekannt, in der er von 1985 bis 1992 den Mike Seaver spielte. Für diese Rolle erhielt er dreimal den Young Artist Award und war zweimal für den Golden Globe Award nominiert. Von 1995 bis 1997 spielte er zudem die Titelrolle in der Comedyserie Kirk.
Seit seinem 17. Lebensjahr bezeichnet sich Cameron als wiedergeborener Christ. Er hat eine eigene christlich-evangelikale Fernsehshow The Way of the Master, die er zusammen mit Ray Comfort moderiert. Eine Predigt Camerons wurde in Bill Mahers satirischem Dokumentarfilm Religulous zitiert. In der Sendung Piers Morgan Tonight sprach er sich am 2. März 2012 für die lebenslange Ehe zwischen Mann und Frau aus, wie sie schon bei Adam und Eva definiert sei und dass er sie nie neu definieren würde.
Zur Homosexualität erklärte er: “I think that it's unnatural. I think that it's detrimental, and ultimately destructive to so many of the foundations of civilization.” (deutsch: „Ich denke dass sie unnatürlich ist. Ich denke, dass sie schädlich ist und letztendlich zerstörerisch für so viele der Fundamente der Zivilisation.“) Als Gegenreaktion dazu traten Maureen Flannigan, Christine Lakin, Brice Beckham, Jeremy Licht, Josie Davis, Keith Coogan, Kenn Michael und andere Kinderstars seiner Zeit als Child Celebrities Opposing Kirk Cameron (CCOKC) in dem humoristischen Video der Comedy-Video-Website Funny or Die auf. Sie entgegneten Cameron darin, dass er es besser wissen sollte, da er bei der Produktion der Fernsehserie zahlreichen Homosexuellen begegnet sei. Und sie forderten ihn auf, eine Sache zu benennen, durch die Homosexuelle ihn, seine Verwandtschaft oder die Zivilisation verletzt hätten. LGBTs seien keine Bedrohung, sondern wollen nur in Ruhe und Frieden leben und lieben.
Seit dem 20. Juli 1991 ist Cameron mit der Schauspielerin Chelsea Noble verheiratet. Sie haben vier adoptierte sowie zwei leibliche Kinder. Seine Frau und er sind Gründer von „Camp Firefly“ und der „Firefly“-Stiftung. Diese Stiftung ermöglicht Camping-Ausflüge für unheilbar kranke Kinder und deren Familien.
2015 wurde ihm die Goldene Himbeere als schlechtester Schauspieler in Saving Christmas verliehen.

## Filmografie (Auswahl)

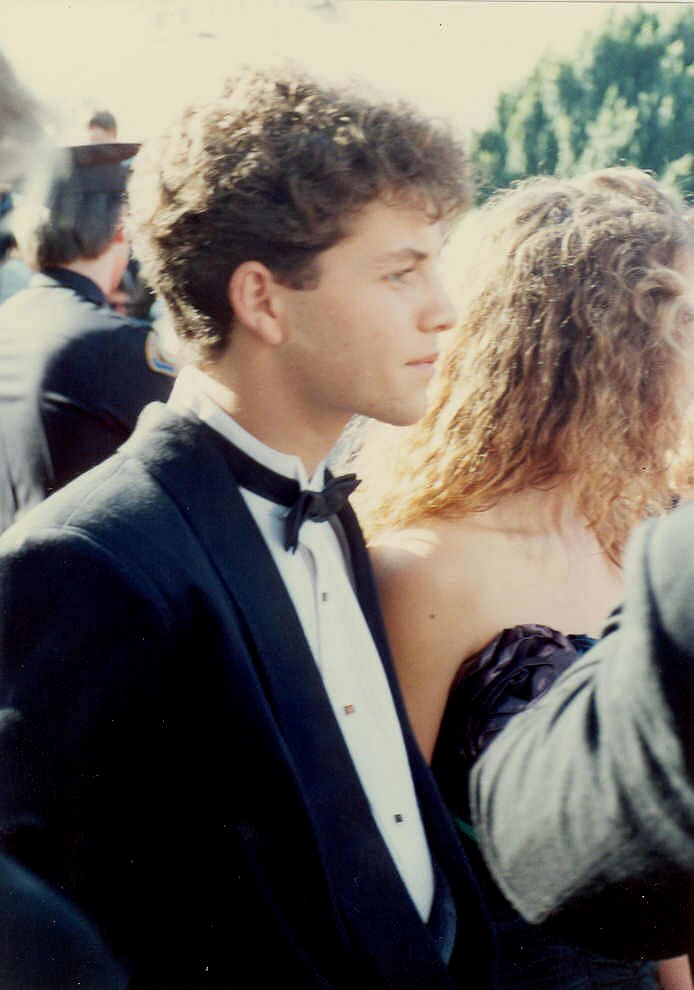
Kirk Cameron bei den Emmy Awards 1989

- 1981: Goliath – Sensation nach 40 Jahren (Goliath Awaits, Miniserie, 2 Folgen)
- 1981: Bret Maverick (Fernsehserie, 2 Folgen)
- 1982: Herbie, the Love Bug (Fernsehserie, Folge 1x01)
- 1982: Lou Grant (Fernsehserie, Folge 5x23)
- 1983: Starflight One – Irrflug ins Weltall (Starflight: The Plane That Couldn’t Land, Fernsehfilm)
- 1983: Junge Schicksale (ABC Afterschool Specials, Fernsehserie, 2 Folgen)
- 1984: Mike Hammer – Ein Mord ist nicht genug (Mickey Spillane's Mike Hammer: More than Murder, Fernsehfilm)
- 1984: Children in the Crossfire (Fernsehfilm)
- 1985–1992: Unser lautes Heim (Growing Pains, Fernsehserie, 167 Folgen)
- 1986: Rocket Man (The Best of Times)
- 1987: Wie der Vater, so der Sohn (Like Father Like Son)
- 1988: Full House (Fernsehserie, Folge 1x18 Der Vetter aus Baltimore)
- 1989: Die große Herausforderung (Listen to Me)
- 1991: Ein kleines Stück vom Himmel (A Little Piece of Heaven, Fernsehfilm)
- 1994: Hilfe – ich liebe einen Filmstar (Star Struck, Fernsehfilm)
- 1995: Dexter Riley – Total verkabelt und nichts begriffen (The Computer Wore Tennis Shoes, Fernsehfilm)
- 1995–1996: Kirk und die Chaos Kids (Kirk, Fernsehserie, 31 Folgen)
- 1998: Lucky, der reichste Hund der Welt (You Lucky Dog, Fernsehfilm)
- 2000: Left Behind (Left Behind: The Movie)
- 2000: Unser lautes Heim – Der Film (The Growing Pains Film, Fernsehfilm)
- 2001: Ein Hauch von Himmel (Touched by an Angel, Fernsehserie, Folge 8x03 Das Geschenk)
- 2001: Craig gibt nicht auf (The Miracle of the Cards, Fernsehfilm)
- 2002: Family Law (Fernsehserie, Folge 3x12)
- 2002: Left Behind II: Tribulation Force
- 2004: Unser lautes Heim – Die Rückkehr der Seavers (Growing Pains: Return of the Seavers, Fernsehfilm)
- 2005: Finale – Die Welt im Krieg (Left Behind: World at War)
- 2008: Fireproof – Gib deinen Partner nicht auf (Fireproof)
- 2014: Mercy Rule
- 2014: Saving Christmas
- 2017: Extraordinary
- 2019: Fuller House (Fernsehserie, Folge 5x08)
- 2022: Lifemark